# La Arena, Ocosingo
La Arena är en ort i Mexiko.   Den ligger i kommunen Ocosingo och delstaten Chiapas, i den sydöstra delen av landet, 800 km öster om huvudstaden Mexico City. La Arena ligger 390 meter över havet och antalet invånare är 761.
Terrängen runt La Arena är kuperad åt sydost, men åt nordväst är den platt. Runt La Arena är det glesbefolkat, med 16 invånare per kvadratkilometer. Närmaste större samhälle är Cristóbal Colón, 14,2 km nordväst om La Arena. I omgivningarna runt La Arena växer i huvudsak städsegrön lövskog.